# 51 (numero)
Cinquantuno (cf. latino quinquaginta unus, greco εἷς καὶ πεντήκοντα) è il numero naturale dopo il 50 e prima del 52.

## Proprietà matematiche
- È un numero dispari.
- È un numero composto da 4 divisori: 1, 3, 17, 51. Poiché la somma dei suoi divisori (escluso il numero stesso) è 21 < 51, è un numero difettivo.
- È un numero semiprimo.
- È un numero omirpimes.
- È un numero pentagonale e 18-gonale.
- È un numero pentagonale centrato.
- È un numero stella octangulare.
- Non è la somma di due numeri primi.
- Nel codice ASCII corrisponde al Glifo 3.
- È un numero palindromo nel sistema numerico binario e nel sistema di numerazione posizionale a base 4 (303) ed è un numero a cifra ripetuta nel sistema numerico esadecimale.
- È un numero malvagio.
- È un numero fortunato.
- È un numero di Perrin.
- È un numero intero privo di quadrati.
- È un numero nontotiente in quanto dispari e diverso da 1.
- È parte delle terne pitagoriche (24, 45, 51), (51, 68, 85), (51, 140, 149), (51, 432, 435), (51, 1300, 1301).

## Astronomia
- 51P/Harrington è una cometa periodica del sistema solare.
- 51 Nemausa è un asteroide della fascia principale del sistema solare.
- NGC 51 è una galassia lenticolare della costellazione di Andromeda.

## Astronautica
- Cosmos 51 è un satellite artificiale russo.

## Chimica
- È il numero atomico dell'Antimonio (Sb).

## Smorfia
- Nella smorfia il numero 51 è il giardino.

## Convenzioni
- Nel codice morse è un'abbreviazione comunemente usata con significato di wishes (auguri).

## Altro
- Area 51, è una vasta zona militare operativa nel sud dello Stato statunitense del Nevada